# أمير حسن
أمير حسن كتول لاعب كرة قدم قطري من أصل مصري، ولد في (22 أبريل 2004) ، يلعب لصالح نادي الدحيل معار من النادي العربي.

## مسيرة اللاعب
بدأ اللاعب في النادي العربي وأعير إلى نادي الدحيل في عام 2024 لمدة موسم.